# ATP-toernooi van Osaka
Het ATP-toernooi van Osaka (ook bekend onder de naam Salem Open) was een tennistoernooi dat in 1993 en 1994 op de ATP-kalender stond. Plaats van handeling waren de hardcourt-buitenbanen van het Esaka Tennis Center in de Japanse havenstad Osaka.

## Finales

### Enkelspel
| Jaar | Winnaar       | Finalist      | Score    |
| ---- | ------------- | ------------- | -------- |
| 1994 | Pete Sampras  | Lionel Roux   | 6-2, 6-2 |
| 1993 | Michael Chang | Amos Mansdorf | 6-4, 6-4 |

### Dubbelspel
| Jaar | Winnaars                       | Runners-up                   | Score    |
| ---- | ------------------------------ | ---------------------------- | -------- |
| 1994 | Martin Damm Sandon Stolle      | David Adams Andrej Olchovski | 6-4, 6-4 |
| 1993 | Mark Keil Christo van Rensburg | Glenn Michibata David Pate   | 7-6, 6-3 |

ITF-toernooien (mannen en vrouwen)

ATP-toernooien (mannen) – ATP-seizoen 2025

WTA-toernooien (vrouwen) – WTA-seizoen 2025

Voormalige toernooien mannen
Voormalige toernooien vrouwen
Voormalige amateurtoernooien
1993 · 1994